# De Saloon
De Saloon este o formație chiliană de indie rock. Membrii formației sunt:
- Jean Pierre Duhart
- Roberto Arancibia
- Ricardo Barrenechea

## Discografie
- De Saloon (2003)
- Morder (2004)
- Abrázame (2006)
- Delicada violencia (2008)
- Fortaleza (2010)